# Kanton Héricourt-1
Héricourt-1 is een kanton van het Franse departement Haute-Saône. Het kanton maakt deel uit van het arrondissement Lure.    

In 2020 telde het 15.591 inwoners.

Het kanton werd gevormd ingevolge het decreet van 17 februari 2014 met uitwerking op 22 maart 2015 met Héricourt als hoofdplaats.

## Gemeenten
Het kanton omvat volgende gemeenten : 
- Brevilliers
- Chagey
- Châlonvillars
- Champagney
- Clairegoutte
- Échavanne
- Échenans-sous-Mont-Vaudois
- Errevet
- Frahier-et-Chatebier
- Frédéric-Fontaine
- Héricourt (hoofdplaats) (noordelijk deel)
- Luze
- Mandrevillars
- Plancher-Bas
- Plancher-les-Mines